# Hans Sievers (Schauspieler)
Hans Sievers (* 18. September 1931 in Lübeck; † 5. Juli 2012 ebenda) war ein deutscher Schauspieler, Hörspielsprecher und Synchronsprecher.

## Leben
Sievers besuchte von 1947 bis 1949 die Schauspielschule des Stadttheaters Lübeck, wo er auch debütierte. Anschließend spielte er auf den Bühnen von Dortmund, Hildesheim und Bad Segeberg. 1954 siedelte er in die DDR über. Dort hatte er Theaterengagements in Görlitz, Potsdam und Neustrelitz. Außerdem spielte Sievers kleinere Rollen in DEFA-Filmen wie Fünf Patronenhülsen, Das Kaninchen bin ich oder Sonnensucher. Bekannt wurde er als Moderator und Reporter beim Kinderfernsehen, wo er auch in einigen Abendgrußgeschichten von Unser Sandmännchen der Erzähler war.
Im Jahr 1979 kehrte Sievers in die Bundesrepublik zurück und begann in Hamburg als Hörfunksprecher beim NDR und als Synchronsprecher zu arbeiten. Zu erwähnen sind vor allem seine Synchroneinsätze für Mike Connors als Privatdetektiv Mannix, für Edward Mulhare in Knight Rider oder für Dennis Franz in NYPD Blue. Als Joker war er in zahlreichen Batman-Realfilm- und Zeichentrickproduktionen zu hören. In der Serie Die Sopranos synchronisierte er Dominic Chianese, in Providence lieh er Mike Farrell seine Stimme.
In vier Folgen der Krimireihe Columbo, die zunächst auf Video veröffentlicht wurden, war Sievers für Peter Falk zu hören; er wurde für die RTL-Ausstrahlung jedoch durch Falks Stammsprecher Klaus Schwarzkopf ersetzt.
Darüber hinaus war Sievers auch häufig als Hörspielsprecher tätig, in den Hörspielserien Hexe Lilli, Lissy und Alfred Hitchcock fungierte er als Erzähler.

## Filmografie (Auswahl)
- 1959: Senta auf Abwegen
- 1959: Eine alte Liebe
- 1959: Kabale und Liebe
- 1960: Der neue Fimmel
- 1960: Flucht aus der Hölle (Fernsehmehrteiler)
- 1960: Fünf Patronenhülsen
- 1961: Ein Sommertag macht keine Liebe
- 1961: Eine Handvoll Noten
- 1962: Königskinder
- 1962: Mord ohne Sühne
- 1963: Die Glatzkopfbande
- 1963: For Eyes Only
- 1963: Vanina Vanini (Fernsehfilm)
- 1965: Nichterfasstes Zimmer zu vermieten (Fernsehfilm)
- 1965: Das Kaninchen bin ich
- 1967: Der Mann aus Kanada (Fernsehfilm)
- 1968: Treffpunkt Genf (Fernsehfilm)
- 1968: 12 Uhr mittags kommt der Boß
- 1970: Der Streit um den Sergeanten Grischa (Fernsehfilm)
- 1971: KLK an PTX – Die Rote Kapelle
- 1971: Der überlistete König (Fernsehfilm)
- 1972: Sonnensucher
- 1976/79: Feuer unter Deck
- 1977: Tambari
- 1980: St. Pauli-Landungsbrücken: Der erste Versuch (Fernsehserie)

## Hörspiele
- 1961: Kurt Held: Die rote Zora und ihre Bande (Duro) – Regie: Ingeborg Milster/Flora Hoffmann (Kinderhörspiel, 5 Teile – Rundfunk der DDR)
- 1964: Oswaldo Ramos: Dorina und meine Okarina – Regie: Maritta Hübner (Kinderhörspiel/Kurzhörspiel – Rundfunk der DDR)